# Heinkel HE 8
Die Heinkel HE 8 (He.8) war als Küstenaufklärer für die dänische Marine von 1928 bis 1940 im Einsatz. Sie entstand aus der HE 5a mit einem aerodynamisch ausgeglichenen Seitenruder und bis Hinterkante Beobachtersitz mit Duralblech beplanktem Rumpfrücken. Auch das Tragwerk sowie die Schwimmer wurden von der HE 5a übernommen.
Triebwerk: Ein luftgekühlter 14-Zylinder-Doppelsternmotor Typ Armstrong Siddeley Jaguar IV mit 385 PS (HE 8a) oder ein Jaguar VIC mit 430 PS (HE 8b) oder ein Gnôme-Rhône Jupiter mit 480 PS (HE 8d) trieb eine zweiflüglige Holzluftschraube an.
Bewaffnung: Ein starr eingebautes, durch den Luftschraubenkreis feuerndes MG sowie im hinteren (dritten) Sitz ein bewegliches Einzel- oder Doppel-MG auf Drehkranz.
Ausrüstung: F.T.-Gerät und übliche damalige Seeausrüstung

## Technische Daten
| Kenngröße             | HE 8a                                                                 | HE 8b                                                                  |
| --------------------- | --------------------------------------------------------------------- | ---------------------------------------------------------------------- |
| Länge                 | 11,53 m                                                               | 12,76 m                                                                |
| Spannweite            | 16,8 m                                                                | 16,8 m                                                                 |
| Höhe                  | 4,84 m                                                                | 4,84 m                                                                 |
| Flügelfläche          | 47,03 m²                                                              | 47,03 m²                                                               |
| Rüstmasse             | 1535 kg                                                               | k. A.                                                                  |
| Startmasse            | 2365 kg                                                               | 2900 kg                                                                |
| Antrieb               | ein luftgekühlter 14-Zylinder-Sternmotor Armstrong Siddeley Jaguar IV | ein luftgekühlter 14-Zylinder-Sternmotor Armstrong Siddeley Jaguar VIC |
| Nennleistung          | 385 PS (283 kW)                                                       | 430 PS (316 kW)                                                        |
| Höchstgeschwindigkeit | 216 km/h in Bodennähe                                                 | 215 km/h in Bodennähe                                                  |
| Landegeschwindigkeit  | 93 km/h                                                               | 95 km/h                                                                |
| Steigzeit             | 3,0 min auf 1000 m Höhe                                               | k. A.                                                                  |
| Reichweite            | 1290 km                                                               | k. A.                                                                  |
| Gipfelhöhe            | 6200 m                                                                | 6200 m                                                                 |